# Eburodacrys lepida
Eburodacrys lepida är en skalbaggsart som beskrevs av Martins 1973. Eburodacrys lepida ingår i släktet Eburodacrys och familjen långhorningar. Inga underarter finns listade i Catalogue of Life.